# Jeon Eun-hye
Jeon Eun-hye (em coreano:  전은혜; Daejeon, 1 de agosto de 1997) é uma esgrimista sul-coreana.

## Carreira
Ela praticou atletismo na escola primária e, pouco antes da formatura, começou a praticar esgrima por recomendação de seu treinador de esgrima na Daejeon Maebong Middle School. Depois, foi para a Daejeon Maebong Middle School e depois para a Daejeon Songchon High School, e jogou como membro da seleção juvenil e da seleção júnior durante os anos do ensino médio. Em abril de 2014, participou do Campeonato Mundial Juvenil realizado em Plovdiv, na Bulgária, e conquistou a medalha de bronze na prova individual. Em agosto do mesmo ano, participou dos Jogos Olímpicos de Verão da Juventude de 2014, realizados em Nanquim, na China, e ficou em 5º lugar na prova individual e 4º na prova por equipes.
Nos Jogos Olímpicos de Verão de 2024, em Paris, conquistou a medalha de prata na disputa de sabre por equipes ao lado de Jeon Ha-young, Choi Se-bin e Yoon Ji-su.